# Distrito de Anenii Noi
El distrito de Anenii Noi es un distrito de Moldavia. Según el censo de 2014, tiene una población de 78 996 habitantes.
El 82.4% de los habitantes son moldavos, el 6.0% son ucranianos y el 5.6% son rumanos. El resto de la población tiene otro origen étnico.
Su capital es la ciudad de Anenii Noi. 

## División administrativa
El distrito de Anenii Noi está subdividido en 26 unidades administrativas: una ciudad, 11 comunas y 14 municipios:

### Ciudad
- 1. Anenii Noi
  - Albiniţa
  - Beriozchi
  - Hîrbovăţul Nou
  - Ruseni
  - Socolonei

### Comunas, municipios y pueblos
| - 2. Botnăreşti (comuna) - Botnăreşti - Salcia - 3. Bulboaca - 4. Calfa (comuna) - Calfa - Calfa Nouă - 5. Chetrosu (comuna) - Chetrosu - Todireşti - 6. Chirca (comuna) - Chirca - Botnăreştii Noi - 7. Ciobanovca (comuna) - Ciobanovca - Balmaz - Mirnoe - 12. Troiţa Nouă | - 8. Cobusca Nouă - 9. Cobusca Veche (comuna) - Cobusca Veche - Floreşti - 10. Delacău - 11. Floreni - 12. Geamăna (comuna) - Geamăna - Batîc - 13. Gura Bîcului - 14. Hîrbovăț - 15. Maximovca - 16. Mereni - 17. Merenii Noi - 18. Ochiul Roş (comuna) - Ochiul Roş - Picus - 19. Puhăceni | - 20. Roşcani - 21. Speia - 22. Şerpeni - 23. Teliţa (comuna) - Teliţa - Teliţa Nouă - 24. Ţînţăreni (comuna) - Ţînţăreni - Creţoaia - 25. Varniţa - 26. Zolotievca (comuna) - Zolotievca - Larga - Nicolaevca |